# Andrés López (bandolero)
Andrés López Muñoz (Cantillana, Sevilla, 1819 - Hacienda de Fuenteluenga, 2 de noviembre de 1849) fue un bandolero español del siglo XIX. El personaje se identifica con diversos nombres, como el Barquero, el Barquero de Cantillana, Andrés Francisco López Jiménez, Francisco Antonio Jiménez Ledesma (el hipocorístico de Francisco puede ser Curro), así como es identificado con el bandolero de ficción Curro Jiménez.

## Biografía
Nacido en 1819 en Cantillana, provincia de Sevilla. Era hijo de un barquero, Vicente López Santos, que llevaba pasajeros de una margen a otra del río Guadalquivir a su paso por Cantillana.
La leyenda dice que, al fallecer el padre, el alcalde, llamado Antonio, dispuso dar el trabajo de barquero a otra persona y no al hijo, que entonces tenía diecisiete años, de modo que esto generó una enemistad entre el edil y Andrés e hizo que nadie en el pueblo le ofreciera trabajo por miedo a enemistarse con el alcalde. A los dieciocho años entabló una relación con la prometida de Enrique, hijo del alcalde, recibiendo por esto una paliza de Enrique y de dos primos suyos, Emilio y Juan. Por la influencia del alcalde los agresores fueron absueltos judicialmente. Tras esto fue a casa del alcalde y mató a navajazos a Enrique y a los dos primos y huyó al monte, convirtiéndose en bandolero. Acompañado de su banda, prendió fuego al cortijo de Cantillana donde el alcalde almacenaba la cosecha del año. El alcalde organizó a ediles de otros municipios para crear una partida de escopeteros para acabar con él.
Según el historiador García Benítez, él nunca se enemistó con el alcalde, sino que huyó al monte por haber matado en una reyerta a Andrés Díaz, de veintidós años e hijo de una viuda, el 11 de julio de 1841.
En sus primeros tiempos, se refugiaba en la cercana sierra de Fuenteluenga. Se cree que atracó a carruajes que iban de Sevilla a Huelva.
Posteriormente se enamoró de Amparo, hija del alcalde de La Algaba, y se estuvieron viendo hasta que, al enterarse el alcalde, ella se marchó con él al Cortijo de Las Cañas, que era guarida de la banda, para más tarde ir a Burguillos, en la casa de Dolores Muro, parienta del padrino de Amparo.
El alcalde de La Algaba, Juan Guzmán, creó una partida de veinte hombres a cargo de un ex-presidiario llamado el Matasiete. La banda del Barquero de Cantillana acabó con todos y los colgó de árboles en La Algaba. Luego tendió una trampa al alcalde, lo mató y colgó su cuerpo de un olivo. Si bien la historia de este bandolero mezcla la leyenda romántica con la realidad, en estudios históricos quedó acreditado que este hecho se le imputaba.
Hay una leyenda que vincula a este bandolero a Posadas, provincia de Córdoba. Al parecer, el alcalde de Posadas había organizado una banda que robaba y le imputaba estos crímenes al Barquero de Cantillana. Por esto, el bandolero ahorcó al alcalde del balcón del antiguo ayuntamiento.
En 1844 se fundó la Guardia Civil. En enero de 1845 fue detenido por el sargento Norcisa, comandante del puesto de Cantillana, pero poco después se fugó de la cárcel.
Para evitar los asaltos a las diligencias de Sevilla a Huelva por parte de bandoleros, se situaron destacamentos en las localidades de Castilleja de la Cuesta, Sanlúcar la Mayor y Castilleja del Campo, todos a cargo del teniente don Francisco del Castillo. Francisco Lasso fue nombrado comandante del puesto de Sanlúcar la Mayor.
En 1845, en un enfrentamiento con la Guardia Civil, el Barquero de Cantillana mató al guardia Francisco Rieles Bermejo. En otro encuentro fueron heridos el sargento segundo Victoriano Santibánez y el guardia Cristóbal Dorado. Tras este enfrentamiento, la banda quedó maltrecha.
En 1846 el teniente Castillo y el sargento Lasso, con varios agentes, tuvieron otra escaramuza con esta banda. Tras esta, quedaron heridos el sargento Lasso y el guardia Manuel Toribio.
En el contexto de la segunda guerra carlista, hubo focos de rebelión en la provincia de Sevilla. En 1848 Lasso fue ascendido a alférez por su lucha contra el carlismo. El Barquero de Cantillana y su banda se unieron al movimiento carlista.
En sus últimos años, este bandolero actuaba entre Cantillana y Cazalla de la Sierra. Por esto, en 1849 se creó en Lora del Río una partida de guardas de campo para la seguridad de los vecinos, junto con la patrulla de la Guardia Civil.
El brigadier José de Castro, encargado del tercio de Sevilla, encomendó al teniente Francisco del Castillo y al sargento Francisco Lasso organizarse para acabar con este bandolero. Una partida en la que se encontraban el teniente Castillo, procedente de Lora del Río, el sargento Lasso, procedente de Sanlúcar la Mayor, y cuatro guardias del puesto de Cazalla de la Sierra, lo hallaron el 2 de noviembre de 1849 en una casilla de la Hacienda de Fuenteluenga, perteneciente al actual término municipal de Villanueva del Río y Minas, donde permanecía cercado junto a otros tres bandoleros, pertenecientes a su banda. Se le halló en aquel lugar tras el aviso de algún ciudadano al Benemérito Cuerpo, y tras una negociación intensa, Andrés López y sus tres compañeros fueron abatidos al intentar huir, todo esto según consta en el diario La Época, que relató su aprehensión y muerte.
Francisco del Castillo, Francisco Lasso y el guardia Salvador Santipérez fueron premiados por Isabel II por esta acción:

Excmo. señor. Enterada la Reina (q. D. g.) por las comunicaciones de 10 y 12 de noviembre último, y la del capitán general de Andalucía del citado día 10 del mérito contraído por el capitán graduado, teniente de la Guardia Civil de infantería D. Francisco del Castillo, y demás que a sus órdenes tuvieron parte en la persecución, aprehensión y muerte del facineroso Andrés López Muñoz, (a) el Barquero de Cantillana, con otros tres que formaban su cuadrilla; ha tenido S. M. a bien conceder al expresado teniente del Castillo la Cruz de S. Fernando de 1.ª clase, y mandar que se le tenga presente para el ascenso inmediato en turno de elección; al alférez graduado sargento 1.° de Caballería de la Guardia Civil D. Francisco Lasso, la Cruz de S. Fernando; y al Guardia de 2.ª clase Salvador Santipérez, y al cabo 2° de Granaderos del Regimiento Infantería de la Albuera Juan Sánchez la Cruz sencilla de María Isabel Luisa. De Real orden, lo comunico a V. E. para los efectos consiguientes, en contestación a sus dos citadas comunicaciones.- Dios guarde a V.E. muchos años. Madrid, 10 de diciembre de 1849. Constancia. Sr. Inspector General de la Guardia Civil.

Aunque la leyenda relata que se encuentra enterrado en la Parroquia de Santa María las Flores de Posadas, en la provincia de Córdoba, bajo una lápida sin nombre, se desconoce realmente el lugar de reposo de los restos de este bandolero romántico de Sevilla.

## En la cultura popular
Los hechos que protagonizó en vida le convirtieron en un famoso bandolero en su tiempo. 
En 1894 se publicó en Madrid una novela titulada El Barquero de Cantillana, de Rafael Benítez Caballero, que tenía mucho de invención.
Su vida inspiró la serie Curro Jiménez, de la Televisión Española, ficción sobre el bandolerismo decimonónico de gran éxito en la España de la Transición. De hecho, actualmente es posible encontrar bares en Cantillana que, aprovechando la fama de la serie, ofrecen un plato conocido como revuelto al Curro Jiménez, consistente en espárragos trigueros salteados con huevos.